# باقر شريف القرشي
باقر بن شريف بن مهدي بن ناصر القرشي (1344 هـ - 1433 هـ). هو رجل دين شيعي ومؤرخ عراقي، وهو العراقي الوحيد الذي خصص له جناح خاص بمكتبة الكونغرس الأمريكية، وهو مؤسس «مكتبة الإمام الحسن العامة».

## ولادته ونشأته
نشأ مع أخيه هادي - وهو رجل دين أيضاً -، وقد توفيت والدتهما وهما في سن صغيرة، فتصدى والدهما لرعايتهما. وكان والده مرشداً دينياً في ناحية القاسم - إحدى أقضية الحلّة -.
لم تكن في ذلك الوقت مدارس نظامية وإنّما كانت مكاتيب يتعلم فيها الطالب القراءة، وقد تعلّم القرشي القراءة والكتابة عند باقر قفطان، ثم التحق بالحوزة العلمية ودرس علم النحو دراسة وافية جداً، وبقي يدرس النحو في «جامع الهندي» بحدود ثمان سنين حتى صار من النحاة، من ثم درس بقية «المقدمات»(1) على يد بعض أساتذة الحوزة أمثال: حسين الأحسائي، وبشير العاملي، وعلي شبر، ثم اختصّ بمحمد طه آل راضي.

## وفاته
توفي  بمدينة النجف في العراق في السادس والعشرين من رجب 1433 هـ (الموافق للسابع عشر من يونيو 2012 م) إثر مرض عضال وشُيع ودفن في النجف في  مكتبة الإمام الحسن العامة الذي هو قد أسسها، وأُجريت له الفاتحة لمدة ثلاثة أيام في مسجد الحنانة.

## مؤلفاته
ألّف القرشي العديد من المؤلفات في مجال التاريخ والفقه والأصول والعقيدة وما شابه، وقد تُرجم بعضها إلى لغات عالمية، ومن مؤلفاته:
- العمل وحقوق العامل في الإسلام. ترجم إلى اثنتي عشر لغة.
- حياة الرسول الأعظم يقع في ثلاثة مجلدات.
- موسوعة أهل البيت. يقع في 42 مجلدا.
- الإمام أمير المؤمنين علي بن أبي طالب. يقع في 11 مجلداً.
- حياة سيدة نساء العالمين فاطمة الزهراء.

" حياة الإمام الحسن. يقع في مجلدين.
- حياة الإمام الحسين. يقع في ثلاثة مجلدات.
- حياة الإمام زين العابدين. يقع في مجلدين.
- حياة الإمام الباقر. يقع في مجلدين.
- موسوعة الإمام الصادق. تقع في سبعة مجلدات.
- حياة الإمام موسى بن جعفر. يقع في مجلدين.
- حياة الإمام الرضا. يقع في مجلدين.
- حياة الإمام الجواد.
- حياة الإمام الهادي.
- حياة الإمام العسكري.
- حياة الإمام المهدي.
- الإمام الصادق في رحاب القرآن.
- العباس بن علي رائد الكرامة والفداء في الإسلام.
- مسلم بن عقيل البطل الخالد في الإسلام.
- نغمات عن مسيرة أئمة أهل البيت.
- هذه هي الشيعة.
- الشيعة والصحابة.
- النظام التربوي في الإسلام.
- النظام السياسي في الإسلام.
- نظام الحكم والإدارة في الإسلام.
- العمل وحقوق العامل في الإسلام.
- الفقه الإسلامي..تأسيسه..أصالته..مداركه.
- براءة الشيعة من الغلو والغلاة.
- سلامة القرآن من التحريف.
- السجود على التربة الحسينية.
- أهل البيت في رحاب القرآن.
- أهل البيت في ظلال السنة النبوية.
- أبو طالب حامي الإسلام.
- تقرير أبحاث السيد الخوئي في الفقه. يقع في اثني عشر مجلداً.
- تقرير أبحاث الشيخ محمد طاهر آل راضي في الأصول.
- إيضاح الكفاية. يقع في ثلاثة مجلّدات.
- قاعدة لا ضرر ولا ضرار في الإسلام.
- النظام الاجتماعي في الإسلام.
- الإسلام وحقوق الإنسان.
- المرأة في رحاب الإسلام.
- الإسلام أم الديمقراطية.
- في رحاب العقيدة.
- إيمان أبو طالب.
- نزاهة القرآن من التحريف.
- السجود على التربة الحسينية عند الشيعة.
- قاعدة الفراغ والتجاوز.
- مؤتمر السقيفة.
- مؤتمر الشورى.
- شرح الرسالة الذهبية في طب الإمام الرضا.
- نصائح وتجارب للحوزة العلمية.
- أضواء على زيارة القبور.

## هوامش
- 1 تُقَسِّم الدراسات في الحوزات لأربعة مراحل هي بالترتيب: المقدمات، السطوح الوسطى، السطوح العالية، البحث الخارج. للمزيد: شرح لنظام الحوزات موقع الحوزة العلمية الزينبية